# Мискет варненски
Варненски мискет е бял хибриден винен сорт грозде, селектиран чрез кръстосване на сортовете Димят и Ризлинг рейнски във ВСИ „Васил Коларов“ – гр. Пловдив.
Сортът има средна устойчивост на ниски зимни температури и много добра устойчивост на напукване и сиво гниене. Сортът е силно растящ с добра родовитост (средният добив от лоза е 2,38 кг, а от декар 1200 – 1500 кг). Среднозреещ сорт – узрява през втората половина на септември.
Гроздът е малък до средноголям, цилиндричноконичен или крилат, с едно силно развито крило, полусбит. Зърното е дребно, овално, с дебела кожица, жълто-зелено до кехлибареножълто, с дебел восъчен налеп, сочна консистенция и мискетов аромат.
От гроздето се получават висококачествени десертни и полудесертни бели вина – светли, плътни, хармонични, с приятен лек мискетов аромат.